# Tabea Steiner

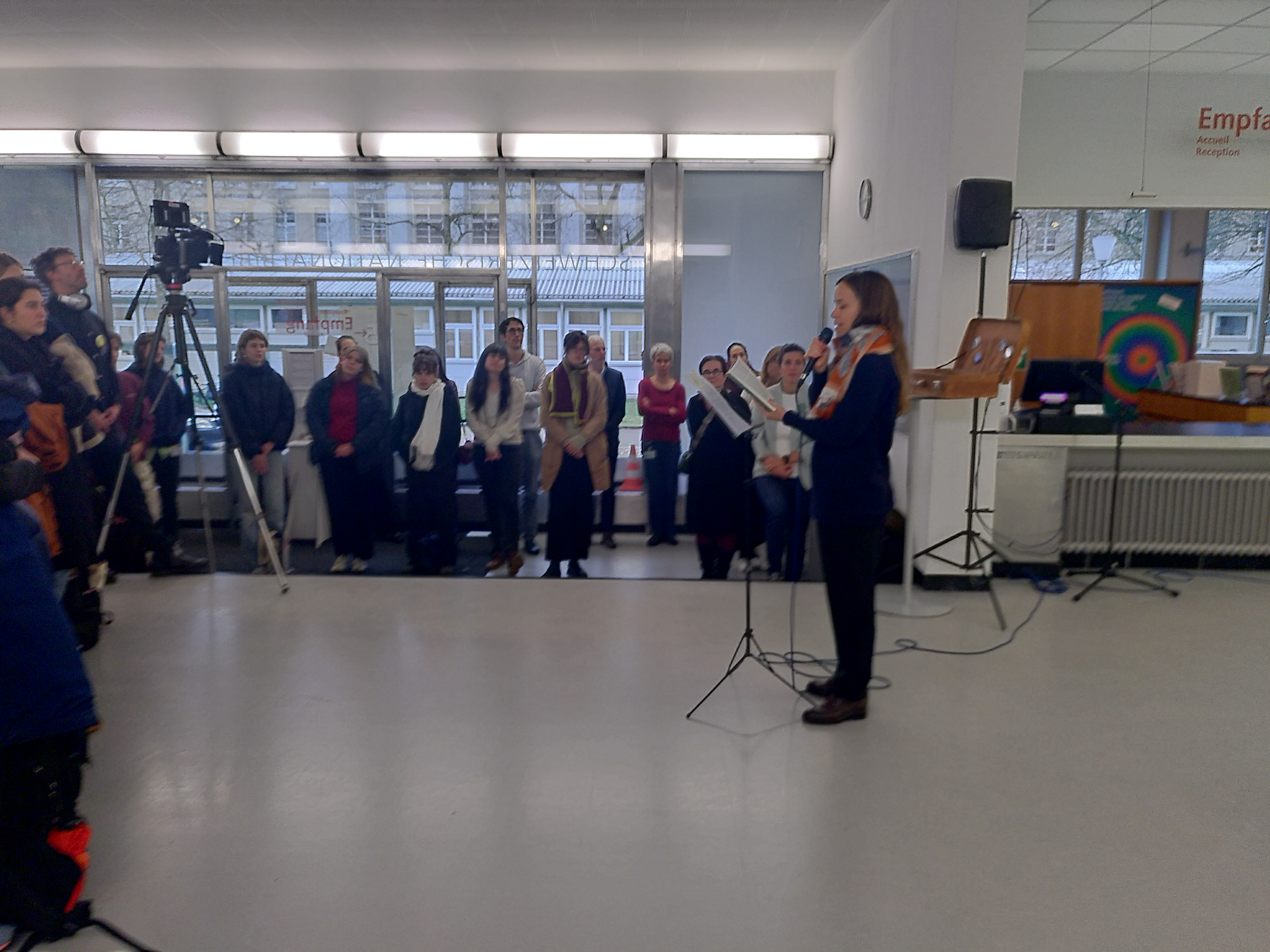
Tabea Steiner in der Schweizerischen Nationalbibliothek (2024)

Tabea Steiner (* 9. September 1981 in Münsterlingen) ist eine Schweizer Literaturvermittlerin und Autorin.

## Leben
Tabea Steiner wuchs auf einem Bauernhof in Altishausen im Kanton Thurgau auf. Sie liess sich zur Grundschullehrerin ausbilden und studierte von 2004 bis 2016 Germanistik und Geschichte an der Universität Bern. Seit 2004 ist Steiner in der Literaturvermittlung tätig. Sie veranstaltet und moderiert Lesungen und ist unter anderem Initiatorin und Geschäftsleitungsmitglied des Thuner Literaturfestivals, das vom «Projekt Literaare» veranstaltet wird. Von 2007 bis 2016 organisierte sie die Tournee Literatour der kantonalen Berner Literaturpreisträger, von 2009 bis 2011 die Veranstaltungsreihe Kleist in Thun. 2014 war sie Co-Kuratorin des Berner Lesefests Aprillen.
Steiner war Mitglied der Literaturkommission des Kantons Bern und Jurymitglied des Schreibwettbewerbs OpenNet der Solothurner Literaturtage. Von 2016 bis 2022 war sie Mitglied der Jury der Schweizer Literaturpreise, von 2020 bis 2022 war sie deren Präsidentin. In ihrem ersten Roman Balg erzählt Steiner von einer Kindheit auf dem Land. Das im Frühjahr 2019 erschienene Werk wurde für den Schweizer Buchpreis nominiert. Im Juni 2021 erhielt Steiner, im Rahmen der Verleihung des Kunstpreises Zollikon, den Förderpreis der Gemeinde Zollikon.
2019 gründete Tabea Steiner gemeinsam mit Katja Brunner, Anaïs Meier, Gianna Molinari, Sarah Elena Müller, Michelle Steinbeck und Julia Weber das feministische Autorinnenkollektiv «RAUF».
Tabea Steiner lebt und arbeitet in Zürich.

## Auszeichnungen und Stipendien
- 2021: Förderpreis des Kunstpreises Zollikon
- 2020: Werkbeitrag der Stiftung Landis+Gyr
- 2019: Shortlist Schweizer Buchpreis mit dem Roman Balg
- 2019: Stipendium Literarisches Colloquium Berlin
- 2017: Kulturförderpreis Kanton Thurgau
- 2017: Spezialpreis Literaturkommission Stadt Bern für das Lesefest Aprillen[12]
- 2017: Förderbeitrag Kanton Thurgau
- 2015: Werkbeitrag Kulturstiftung Kanton Thurgau
- 2014: Artist in Residence Schweizerische Städtekonferenz, Genua
- 2011: Stipendium Literarisches Colloquium Berlin
- 2009: Literatur-Förderpreis Internationale Bodensee-Konferenz IBK, Sparte Kurzgeschichten
- 2008: Stipendium Stiftung Binz 39
- 2007: Vermittlungspreis Kulturstreuer der Stadt Thun, für das Literaturprojekt «Literaare»

## Werke

### Einzelpublikationen
- Balg. Roman. Edition Bücherlese, Luzern 2019, ISBN 978-3-906907-19-2.
- Immer zwei und zwei, Edition Bücherlese, Luzern, 2023, ISBN 978-3-906907-73-4.[13]
- Heidi kann brauchen, was sie gelernt hat. Edition Bücherlese. Luzern, 2024, ISBN 978-3-906907-97-0.

### Texte (Auswahl)
- Erika Burkart, 1922–2010, Ein Aufruf! Alle Kinder werden alles vergessen. In: Fabrikzeitung. Zürich 2019.[14]
- Sienna Street 55. Plattform Gegenzauber. 2019.[15]
- Männlein, zählen bitte! Schweizer Buchjahr. Zürich 2019.[16]
- Auch die Fantasie ist autobiographisch. In: Kulturtipp. Zürich 2019.[17]
- Lichtbilder. In: Miromente. Bregenz 2019.[18]
- zimmli geil. Kulturzeiger der Stadt Thun. 2018.[19]
- Bar 63. Die Bar. Literatur im Schwärzler. 2018.
- Nach drei Seiten hin Fenster. V # 33. Literatur Vorarlberg. 2017.
- Auszug aus Das Dorf (Arbeitstitel). In: Bella triste, Zeitschrift für junge Literatur. Sonderausgabe Prosanova. 2017.
- Heidi kann brauchen was es gelernt hat. In: Viceversa Literatur. 10. Jahrbuch der Schweizer Literaturen. 2016.
- Auszug aus Wollmützen. In: Sprache im technischen Zeitalter. 201. 2012

## Jury-Tätigkeiten
- Schweizer Literaturpreise, Eidgenössische Jury für Literatur (2016 bis 2022)
- Solothurner Literaturtage, Wettbewerb OpenNet (2013 bis 2016)
- Literaturkommission Kanton Bern (2007 bis 2014)